# Melissa Vargas
Melissa Vargas (* 16. října 1999) je kubánská volejbalistka. Byla členkou kubánského národního volejbalového týmu. Od roku 2023 je členkou tureckého národního vojelbalového týmu. Od roku 2012 hrála za Cienfuegos, kde poté ukončila své působení v roce 2015 a od téhož roku do roku 2016 se stala členkou Prostějovského volebalového klubu, tehdy ještě VK AGEL Prostějov, nynější VK Prostějov, načež se zranila a celý ročník promarodila - prodělala vážnou operaci ramene smečující pravé ruky a rekonvalescence trvala hodně dlouho. Od roku 2017-2018 byla zapsána jako hráčka ve Švýcarsku v klubu Volero Zürich. Nyní reprezentuje tým Fenerbahçe kde působí již od roku 2018.
Byla součástí kubánského národního týmu na Mistrovství světa žen ve volejbale v roce 2014 v Itálii.

## Kluby
- Cienfuegos (2012-2015)
- VK Prostějov (2015–2016)
- Volero Zurich (2017-2018)
- Fenerbahçe (2018-2020)

## Ocenění

### Individuální výsledky
V roce 2014 získala cenu za nejlepší univerzálku na U23 Pan-American Cup za reprezentaci Kubánského národního týmu.